# Сверхчувство (фильм)
«Сверхчувство» (англ. Supersense) — шестисерийный научно-популярный фильм, созданный студией BBC Natural History Unit и первоначально показанный в Великобритании на телеканале BBC1 в 1988 году.
В 1991 году было выпущено первое продолжение этого фильма — фильм «Жизненные чувства», а затем в 1999 году второе продолжение — фильм «Сверхъестественный (Супернатуральный)». В 2006 году все 6 эпизодов первого фильма были выпущены на DVD (дата релиза — 21 августа 2006 года).

## Сюжет
Режиссёр фильма Джон Доунер, ведущий Эндрю Сачс и команда, которая с ними работала, применили в фильме специальные новые эффекты и методы съемки для того, чтобы поставить человека на место различных животных и показать, как животные чувствуют и ощущают окружающий их мир.
В фильме показаны различные животные, например дельфины, тигры, рыси, обезьяны — использование современной технологии и различных методов фотографирования позволяет выяснить строение глаз этих и других животных, и позволяет объяснить развитие органов чувств у животных, и увидеть всё, что видят животные в перспективе.
Фильм позволяет убедиться, что животным присущи все 5 чувств, с которыми знаком и человек. Но не все эти чувства одинаково важны для животных, наиболее важные — зрение, обоняние, слух… И может быть существует какое-то шестое чувство, которое и отличает животных от человека?

## Структура сериала
6 серий по 30 минут.

## Интересные факты
- Сериал был снят БиБиСи (BBC) совместно с Австралийской вещательной корпорацией (Australian Broadcasting Corporation)
- По этому фильму BBC вместе с Джоном Доунером в ноябре 1988 года была выпущена книга Сверхчувство: Восприятие в Мире Животных («Supersense»), для того чтобы сопровождать видеоряд и более подробно объяснить зрителям природу интересных явлений, затронутых в фильме.